# Ostrom

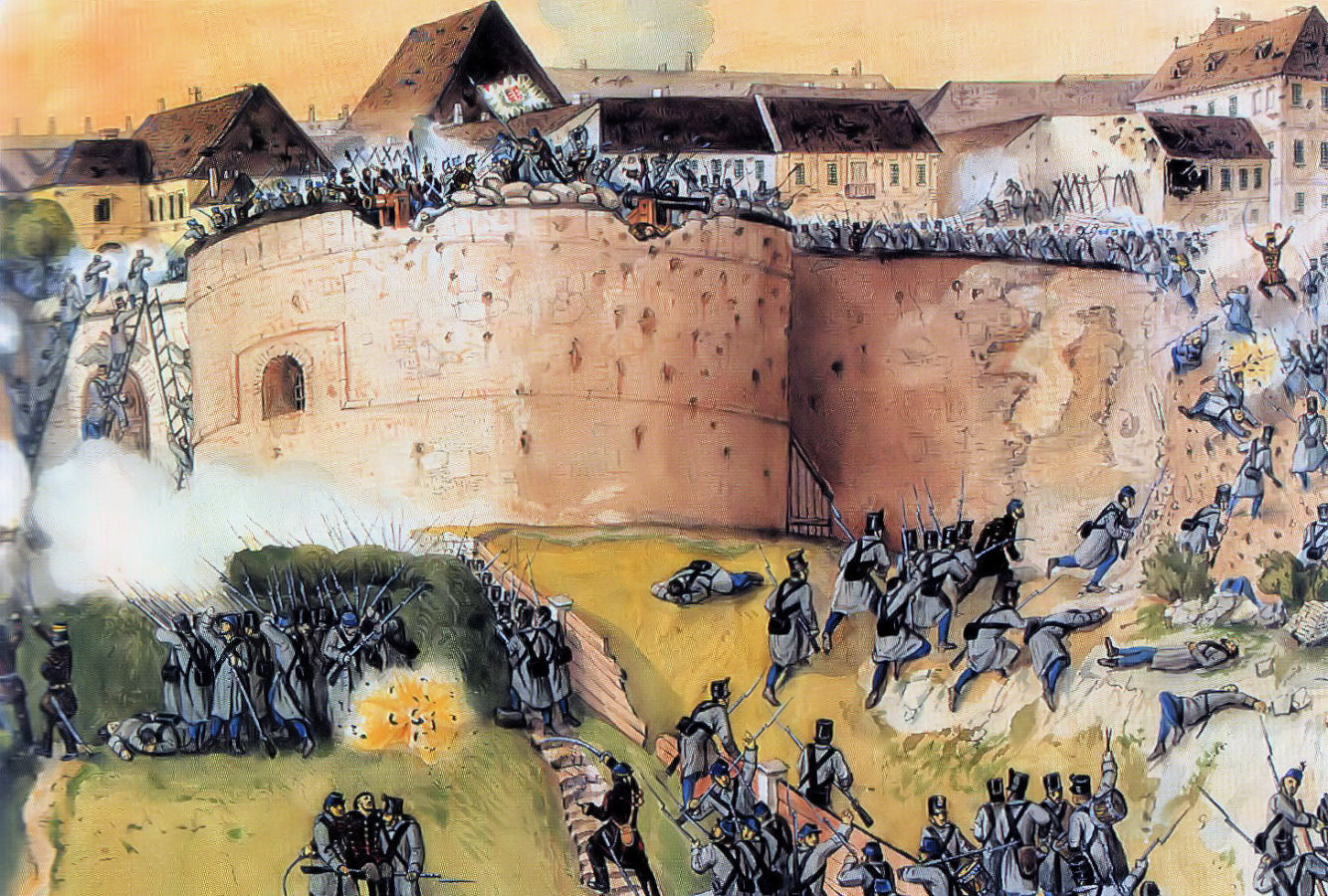
Buda ostroma Than Mór ábrázolásában, az 1848–49-es forradalom és szabadságharc során. A honvédek futóárkok fedezékében (középen) közelítik meg a falakat, a falon tört rés (jobb oldal), illetve ostromlétrák (bal oldal) segítségével rohamot indítanak a védők ellen.

Az ostrom (angol: siege, francia: siège, német: Belagerung) egy megerősített erőd vagy város katonai blokádja, amelynek célja az erődítmény elfoglalása vagy a védők megadásának kikényszerítése. Ostromra akkor van szüksége a támadónak, ha rohammal nem sikerül bevenni az erődítményt vagy a védők visszautasítják a megadást. Az ostrom során a támadó részben vagy teljesen körbeveszi az erődítményt, hogy megakadályozza a védők felmentését, ellátását élelemmel vagy friss csapatokkal (az ún. ostromzár). Az ostrom megvívása során a támadó megkísérli lerombolni az erődítményt ostromágyúkkal, légi bombázással vagy föld alatti aknák felrobbantásával. Amennyiben ez sikerrel járt, az ostromló rohamot indít az erődítmény elfoglalására. Az ostrom kimenetelét gyakran az befolyásolja, hogy a védőknek elfogy az élelmiszere, a vize vagy fertőző betegség tör ki (ez általában a támadót is érinti).
Az ostrom a történelem során a nagyobb városok, illetve megerősített helyek kialakulásával együtt jelent meg. A Közel-Keleten feltárt első nagyobb városokban már régészeti leletek tanúsítják a városfalak jelenlétét, illetve a város erőszakos elfoglalását. Az ősi Kína történelme során mind régészeti, mind írásos emlékek tanúskodnak hosszan tartó ostromokról, illetve az ostrom során bevetett gépezetek felhasználásáról. Az ókorban ostromra ritkábban került sor, a háborúkat gyakrabban nyílt csaták döntötték el. A középkorban a nagyobb városok, illetve a földesurak várának elfoglalása a hadműveletek egyik fontos mozzanata volt, ezért az ostrom kiemelt jelentőséget kapott. Leonardo da Vinci egyéb tevékenysége mellett ostromgépeket, illetve védműveket is tervezett.
A középkori hadjáratokban a megerősített helyek ostroma és elfoglalása a katonai siker egyik fontos feltétele volt. A lőpor alkalmazásával, illetve a tüzérség fejlődésével az ostrom, illetve az erődítmények fontossága csökkenni kezdett, majd a napóleoni háborúk során a hangsúly a tömeghadseregekre, a hadseregek manővereire és nyílt csatákra helyeződött át. A modern hadviselésben, az első világháború során a lövészárok töltött be hasonló szerepet, majd a második világháborútól kezdve, az összfegyvernemi hadviselés elterjedésével a megerősített helyek szerepe, fontossága minimálisra csökkent. Továbbra is előfordult egy-egy erődítmény ostroma, de ennek hatása a háború kimenetére általában csekély, mivel általában a támadónak lehetősége van olyan tűzerőt összpontosítani, amellyel a védműveket gyorsan meg lehet semmisíteni. Manapság ostromra csak kisebb katonai, túszejtési vagy egyéb rendfenntartási szituációkban van szükség.
Általánosságban az ostromot alacsony intenzitású hadviselésként lehet jellemezni: mindkét fél jól védett pozíciókat vesz fel, állóháború alakul ki és a küzdelem célja általában a védők erőinek felmorzsolása.

## Ókor

### A városfalak megjelenése

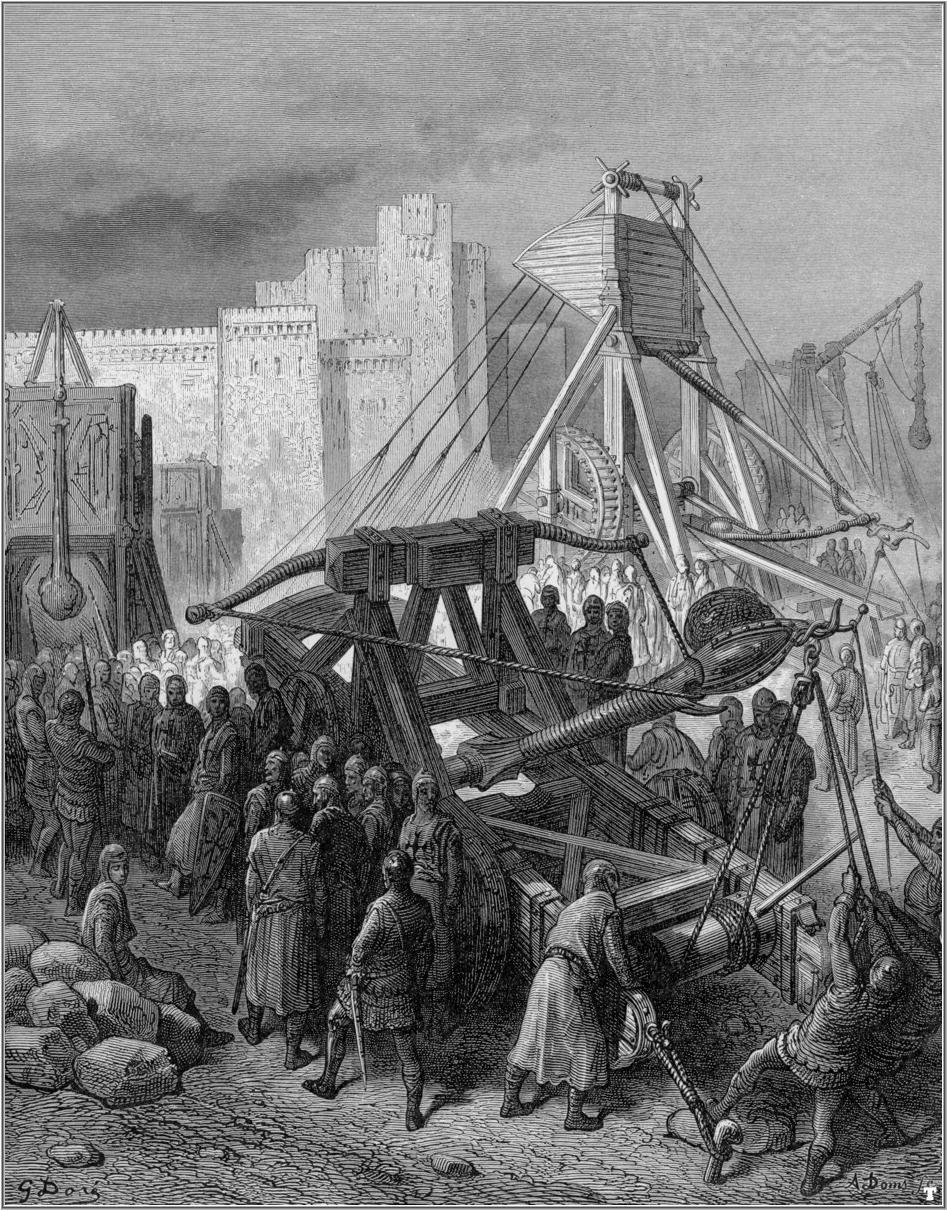
Gustave Doré: Keresztesek ostromgépe

A Közel-Keleten jelentek meg az első nagyobb, városias jellegű települések Kr. e. 3000 körül, ezek feltárása során már helyenként városfalakat, illetve a város erőszakos elfoglalására, ostromára utaló leleteket is találtak. Az asszírok már jelentős erőfeszítéseket fordítottak a városok középületeinek, köztük a városfalak felépítésére és karbantartására.
Az Indus folyó völgyében kialakult településeken is igen hamar megjelentek a városfalak. Kr. e. 3500 körül az Indus mentén több száz földműves település jelent meg, amelyeket már falakkal vettek körül. Kot Diji kőből és vályogtéglából készült házait az áradásoktól és a támadásoktól egyaránt védő árkokkal és földhányásokkal vették körül. A falakra elsősorban azért volt szükség, mert az egyes települések állandó küzdelemben voltak a legfontosabb erőforrás, a jó minőségű termőföld birtoklása végett.
A mai Afganisztán délkeleti részén található Mundigak városát Kr. e. 2500 körül napon szárított téglákból épített falakkal vették körül, amelyeket négyzet alakú bástyákkal erősítettek meg.
Az első városfalak jelentős védelmi szerepet töltöttek be, mivel ekkor a támadóknak, a meglepetésszerű támadáson kívül, nem sok eszköze volt a falak mögé húzódó védők legyőzésére. Az első falakat vályogtéglából, kőből, fából vagy ezek kombinációjából építették, a helyben rendelkezésre álló erőforrások függvényében. Később a városfalak már egy-egy település vagy nagyobb politikai egység hatalmát és jelentőségét is demonstrálták. A sumer Uruk város falai is részben ezt a célt szolgálták: a falak hossza elérte a 9,5 km-t és magasságuk elérte a 12 métert. Később Babilon falai, amelyeket tornyok is erősítettek és elé árkot ástak, hasonló hírnevet szereztek. A hettiták kőfalakkal erősítették meg anatóliai városaikat, kihasználva a hegyes-völgyes terep adottságait
A Sang-dinasztia korabeli Kínában Ao városa körül Kr. e. 1500 körül 20 méter széles falakat emeltek, amelyek egy kb. 1900 méter oldalhosszúságú négyzetet zártak körbe. A kínai Zhao állam fővárosát, Handant 20 méter széles, 15 méter magas és kb. 1400 méter hosszúságú falak vették körbe.

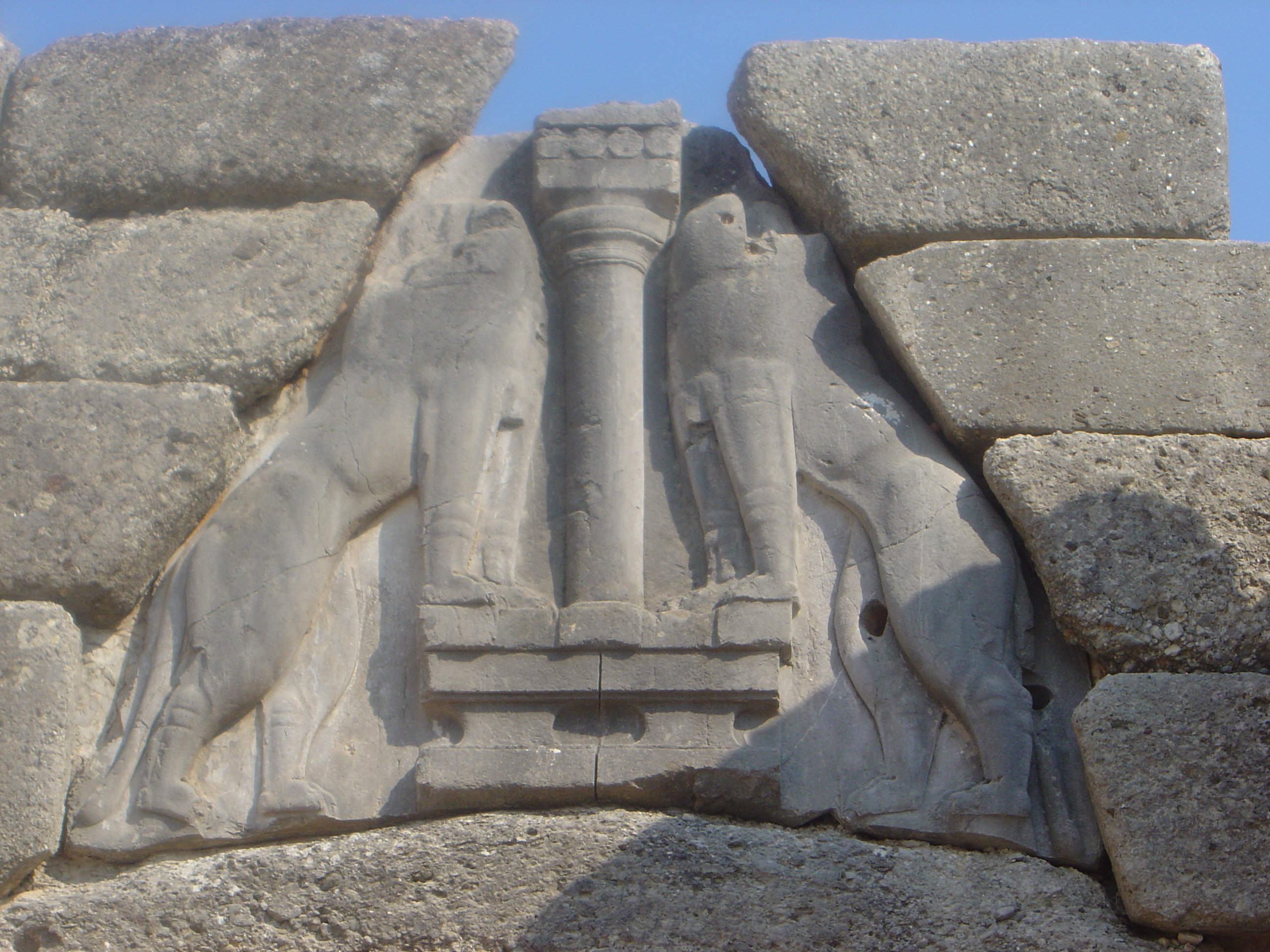
Mükéné, oroszlános kapu

Az európai őskorban a minószi civilizáció Krétán kisebb hangsúlyt helyezett a városfalak építésére, feltehetően inkább a tengerpart, illetve a kikötők védelmére fordítottak figyelmet. Ezzel szemben a Peloponnészoszi-félszigeten található Mükéné lakói a várost egy kisebb hegy tetejére építették és jól megerősített, ún. küklopikus falazással vették körbe, a Kr. e. 2 évezred során.

### Régészeti emlékek
Bár a fent említett települések esetében régészeti leletek támasztják alá a városfalak és egyéb védelmi jellegű erődítmények jelenlétét, ostrom végrehajtására és eszközeire vonatkozóan csak igen kevés példa akad. Ezek közül a legfontosabbak:
- A Kr. e. 9. század végéről származik egy ostromrendszer, amely az izraeli Tell es-Safi/Gath városát vette körbe. A rendszer része egy 2,5 km hosszú ostromárok, tornyokkal. Ez az ostromárok egy város blokádjának legrégebbi példája, feltehetően az arámi Hazael rendelte el felépítését (a filiszteus Gath elfoglalására irányuló hadjárat részeként, amelyet a Biblia is feljegyez, ld. II. Királyok 12:18[5])
- Hasonló ostromművekkel vették körül az izraeli Lákis (Tel ed-Duvejr) városát, amelyet az asszír Szennahérib építtetett, 701-ben. Az ostromnak nemcsak régészeti emlékei maradtak fenn, de a Biblia és asszír források is feljegyezték, illetve Szennahérib ninivei palotájában domborműveken is megörökítették.
- A ciprusi Ó-Páfosz város ostromát a Perzsa Birodalom hadserege hajtotta végre a Kr. e. 4. században.

### Az ostromok első leírásai

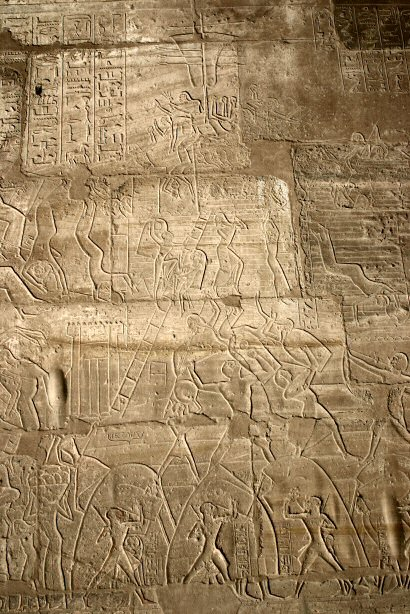
Dapur ostroma egy Kr. e. 13. századból származó kőtáblán, Ramesszeum, Théba.

Az ostrom végrehajtásának első leírása Kr. e. 3000 körül, az egyiptomi predinasztikus korból származik. Az ostrom szimbolikus megjelenítése során a városfalakat szent állatok rombolták le. Az első ostromgépezet ábrázolását szintén Egyiptomban, egy Kr. e. 24. századra datált sírkamrában tárták fel, amelyben egyiptomi katonák egy palesztinai várost rohantak meg kerekes ostromlétrákon. A 15. században III. Thotmesz hadserege Jaffát ostromolta. A 13. századból származó domborművek ábrázolják Dapur ostromát, amely része volt II. Ramszesz Galilea és Szíria elfoglalására indított hadjáratának. Ezen a domborművön a katonák ostromlétrákon másznak fel a város falaira, miközben az íjászok a védőket támadják.
A Kr. e. 9-7. századból származó asszír domborművek számos közel-keleti város ostromát ábrázolják, ezek közül is kiemelkedő jelentőségű Lákis ostroma. A korábban már alkalmazott faltörő kos mellett ostromtornyok is láthatók, amelyek tetején íjászokat helyeztek el. Az ókori Kínában a városok ostromát a „Hadakozó fejedelemségek” korából származó bronz edényeken ábrázolták (Kr. e. 5-3. század).

### Ostromtaktikák
Az ostrom végrehajtásának leggyakoribb formája volt az ostromlott város körbezárása, a falak lerombolása és sorozatos támadásokkal a védők kifárasztása, illetve a város elfoglalása. Minél tovább húzódott egy ostrom, annál valószínűbb volt, hogy a védők készletei elfogynak és megadják magukat. Az ókori Egyiptom (Kr. e. 15. század) egyik hadjáratában Megiddó város ostroma 7 hónapig tartott, mielőtt a védők behódoltak. A hettiták a 14. században ostrom alá vették egyik lázadó hűbéresük városát, ami csak akkor ért véget, amikor a város királynője könyörgött kegyelemért népének.
Amennyiben egy hadjárat fő célkitűzése nem egy város elfoglalása volt, a támadó hadsereg időnként megkerülte a várost: a mezopotámiai Mitanni királyság elleni hadjárat során a hettita hadsereg pl. megkerülte Karkemis városát, majd a hadjárat győzedelmes lezárása után visszatértek és a város, nyolc napi ostrom után, megadta magát. Jeruzsálem ostroma a Kr. e. 8. században akkor ért véget, amikor az ostromlott zsidók ajándékokat és váltságdíjat adtak az asszíroknak (az asszír beszámolók szerint), vagy pedig fertőző betegség sújtotta a támadók táborát, akik tömegesen haltak meg (a Biblia leírása alapján). Mindenesetre a korabeli logisztikai nehézségek miatt a hosszan tartó ostromok igen ritkák voltak.
A kínai hadakozó fejedelemségek korában (Kr. e. 481–221) az előző „Tavasz és az ősz korszakhoz” képest megváltozott a hadviselés, ezzel együtt az ostromok jellege is. Ekkoriban fejlesztették ki a számszeríjat, amely révén a gyalogság és a lovasság lassan háttérbe szorította a harci kocsik alkalmazását. Mozi kínai filozófus követői, akik az 5. század során a kisebb kínai államokat támogatták a nagyobb államok támadásaival szemben, számos ostromeszközt készítettek, nekik tulajdonítják a katapult, a számszeríjra hasonlító első ostromágyú (ún. ballista), a kerekes ostromrámpa, valamint a kitolható ostromlétra feltalálását. Amikor a támadók aknákat, alagutakat ástak a falak alá, hogy lerombolják őket, illetve azokon keresztül behatoljanak a városba, a védők hatalmas fújtatókkal füsttel árasztották el az aknákat, hogy a támadókat megfojtsák.
Az ostrom elleni védekezés egyik legalapvetőbb formája a már említett erődítmények, a városfal, illetve a köré ásott árok volt. Ezeket általában úgy készítették, hogy a várost kornyező terep adottságait kihasználják, illetve a jövőbeni ostromok elleni védekezés céljából a várost eleve jól védhető helyre, például domb tetejére építették. A védők megfelelő élelemmel és friss vízzel való ellátása legalább ilyen fontos volt, amivel elejét vehették annak, hogy a támadók az utánpótlási vonalak elzárásával kiéheztessék őket. Az ostrom során a támadók ostromárokkal vették körbe a várost és megakadályozták, hogy bármilyen utánpótlás bejusson. Az ostrom előrehaladtával a védők igen gyakran arra kényszerültek, hogy bármit megegyenek, a lovaktól a háziállatokon át a bőrtárgyakig, időnként a kannibalizmustól sem riadtak vissza. Előfordult, hogy a védők kiutasították a városban vagy erődben menedéket kereső civileket (akik nem vettek részt tevékenyen a város vagy vár védelmében), hogy a rendelkezésükre álló készletek tovább kitartsanak.
A járványok az ostrom során mind a védők, mind a támadók soraiban megjelenhettek, elsősorban a nem megfelelő higiéniai körülmények miatt. A biológiai hadviselés egyik legelső megjelenési formájában a támadók betegségben kimúlt állatok vagy akár emberek tetemét is a falakon belülre hajították katapultjaikkal.

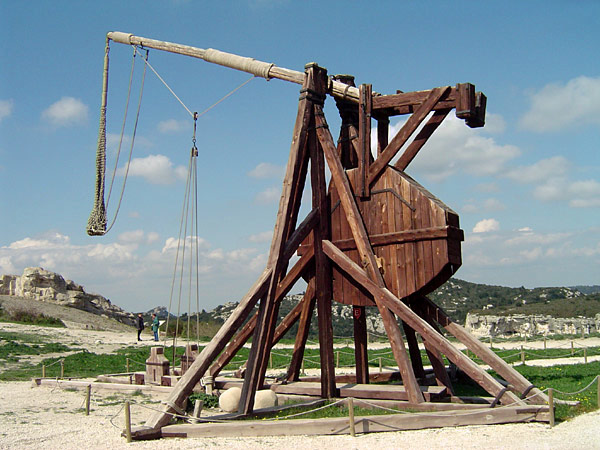
A középkori hajítógép körülbelül két lövés leadására volt képes óránként

Az ostrom gyors befejezéséhez viszont a falak lerombolására volt szükség, hogy a támadók közvetlen rohamot tudjanak indítani a védők ellen, ezért az ókortól kezdve az ostromgépek számos változatát fejlesztették ki. Létrák segítségével a katonák be tudtak hatolni a városba, míg ideiglenes tornyokból közvetlen tüzet tudta zúdítani a védőkre. Faltörő kossal a városfalat, illetve annak gyengébb pontjait, a kapukat lehetett lerombolni, míg a hajítógépek számos változata (rugós és ellensúllyal működő hajítógép, catapulta, ballista) a falakra, illetve a város házaira lőtték ki lövedékeiket. Az ostromtornyokat általában a falakkal egy magasságban, ritkábban magasabbra építették. A torony védelmében a támadók meg tudták közelíteni a fal tetejét, miközben a torony tetején elhelyezkedő íjászok a védőket támadták.
Az ostromgépek mellett a falak lerombolására aknával is kísérletet tettek. A fal alá ásott aknát szándékosan beomlasztották (vagy később robbanóanyaggal megtöltötték és felrobbantották), hogy a fal egy részét leomlasszák. Ezzel egyidőben általában gyalogsági rohamra is sor került, hogy a meglepetést minél jobban kihasználják, mielőtt a védőknek lehetőségük lenne a falat helyreállítani. A védőknek természetesen lehetőségük nyílt ellenaknákat ásni, amelyekből kiindulva megtámadhatták az aknaásókat, vagy éppen megrongálták az akna támszerkezetét, amely így idő előtt beomlott. A védők által ásott föld alatti járatokon kaphattak utánpótlást, vagy híreket a külvilágból, illetve végső esetben itt menekülhettek el.
A fából készült falak, illetve erődítmények ellen a tűz volt a legeredményesebben használható támadófegyver. A Bizánci Birodalomban fejlesztették ki a görögtüzet, amely különleges összetevőinek köszönhetően vízzel nem volt eloltható. Ezt az anyagot nyílvesszőkre vagy agyagedényekbe töltötték és így lőtték ki a védőkre.
Ha minden ostromeszköz bevetése ellenére nem jártak sikerrel, vagy a támadók érintetlenül szerették volna megkaparintani a város védműveit, akkor jöhetett szóba a védők (vagy pár katona) lefizetése, akik kinyitották a város kapuit a támadók előtt.

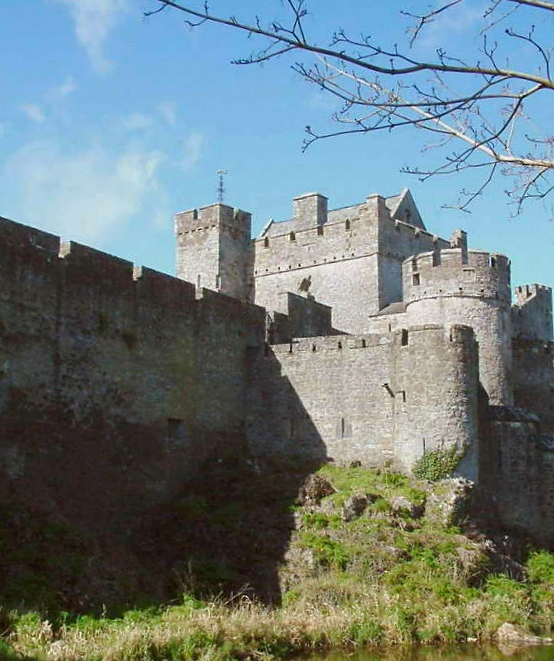
Cahir Castle Írországban, a várat háromszor fogták ostrom alá és foglalták el: 1599-ben Robert Devereux, 1647-ben Lord Inchiquin és 1650-ben Oliver Cromwell

Az ostromfegyverek fejlődésével együtt járt a védművek fejlesztése is. A középkori városok és várak falai egyre szélesebbek és magasabbak lettek, a falakon lőréseket nyitottak, amelyeken keresztül köveket, forró folyadékot vagy lövedékeket lehetett a támadókra zúdítani. A keresztes háborúk korából származnak az első erődítmények, amelyeket koncentrikus falakkal vettek körül: a támadónak az első fal elfoglalása után még egy vagy több, további erődítményrendszerrel kellett szembenéznie. A várost körülvevő árkot vízzel töltötték fel és azon csak egy jól védett, vagy akár felhúzható hídon lehetett keresztüljutni. A kapuk védelmére felvonóhidat, megerősített kaput és bástyákat építettek.
A középkori Európában szinte minden nagyobb város kiterjedt védműveket épített, a legfontosabbak (nemesi vagy királyi székhelyek) ezen belül erőddel vagy citadellával is rendelkeztek. Nagy erőfeszítéseket fordítottak a városon belül ivóvízellátás biztosítására, egyes esetekben akár több kilométeres föld alatti csatornákkal is szállíthatták a friss vizet a városba. A támadónak természetesen az első dolga volt ezeket a csatornákat feltárni és megsemmisíteni vagy megmérgezni.
A hideglőfegyverek korában a támadó és védekező fegyverek közötti egyensúly miatt általában a védők voltak jobb helyzetben: megfelelő készletekkel bármilyen hosszú ostromnak ellen tudtak állni. A támadó részéről az egyik legjelentősebb korlátozás volt a támadó hadsereg ellátása élelmiszerrel, illetve hadianyagokkal, és nem volt elhanyagolható felmentő hadsereg megjelenésének veszélye sem. A tűzfegyverek elterjedésével a támadónak már olyan jelentős tűzerő állt rendelkezésére, hogy rövid idő alatt jelentős rombolást tudott véghez vinni a város védműveiben, az ostromágyúk és mozsarak hamarosan egyre jobban megkönnyítették a támadó dolgát.

### Az ostrom leírása
Bár számos ókori leírás maradt fenn az ostromlott városok elfoglalásáról és kifosztásáról, aránylag kevés részlet ismert abban a tekintetben, hogy ezt hogyan érték el. Az egyik leírás az Iliaszból ismert trójai faló esete, amikor az ostromló görög sereg visszavonulásra kényszerült, de a falóban görög harcosok rejtőznek el, akik az éj leple alatt kinyitják a város kapuit a visszatérő görögök előtt. Hasonló leírás maradt fenn a kánaánita Jaffa város meghódításáról, amit az egyiptomiak követtek el Kr. e. 15. században. A bibliai Józsué könyve tartalmazza Jerikó ostromának leírását, illetve a falak csodás leomlásának történetét. A Kr. e. 8. századból maradt fenn egy leírás arról, hogyan hódított meg számos egyiptomi várost faltörő kosok és a vizesárkon átívelő hidak használatával a núbiai Kusita királyság hadserege.

## Az ókori görögök és rómaiak

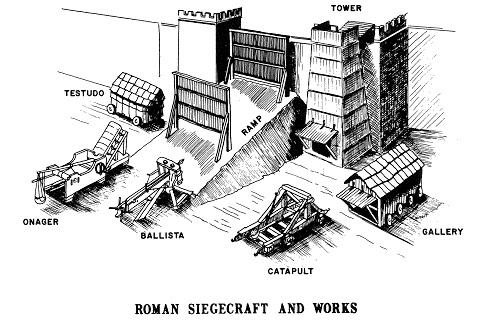
Római ostromgépek

Ballista

Nagy Sándor, makedón hadserege élén, számos várost meghódított rövid pályafutása során. A két legnevezetesebb Türosz elfoglalása és a Szogdiában található baktriai vár bevétele. Nagy Sándor kelet felé tartva a mai Libanon területén sorra foglalta el a föníciai városokat: Büblosz, Aradosz és Szidón szinte ellenállás nélkül adták meg magukat, sőt később segítséget nyújtottak a makedón hódítónak. A föníciai Türosz városa azonban nem adta meg magást, mivel a parttól 700 méterre egy szigeten épült, 10 méteres fallal és legalább 10 méter mély vízzel körbevett erődítményt bevehetetlennek tartották. Hét hónapig tartó sikertelen ostrom során Sándor egy 60 méter széles töltést építtetett a part és a sziget között és így tudta ostromgépeit és katonáit felvonultatni. Ezzel szemben a baktriai várat az éj leple alatt foglalták el: 300 önkéntes sátorcövekek és lenvászonból készült kötelek segítségével felmászott a bevehetetlennek tartott erődítmény falain és ekkor a védők megadták magukat.
Az ostromgépek fontossága már az ókorban is megmutatkozott, annak ellenére, hogy a fő hadviselési forma a nyílt csata volt. Hannibal részben amiatt nem tudta elfoglalni Róma városát, hogy nem tudta ostromgépeit az Alpokon keresztül felvonultatni. Julius Caesar a Kr. e. 1. században vívott gall háborúi során is számos megerősített helyet ostromolt és foglalt el. Alesia ostroma során a római hadsereg két párhuzamos fallal vette körül a város, a belső az ostromlott Vercingetorix erői ellen, a második, külső fal az esetleges felmentő sereg ellen adott védelmet a rómaiaknak. Az ostromlott gallok, miután az éhenhalás szélén álltak, megadták magukat Caesarnak, aki korábban legyőzte a felmentő sereget is.

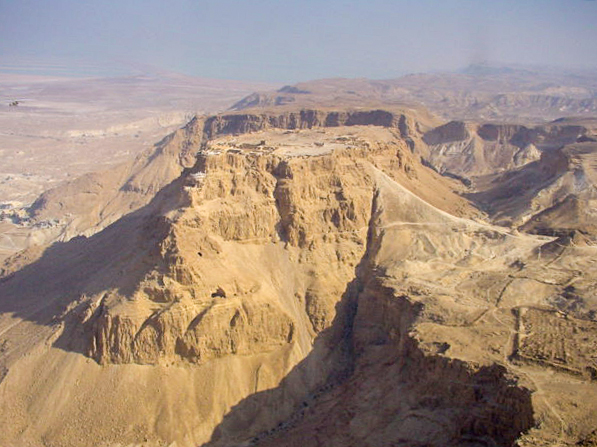
Az ókorban szintén bevehetetlennek tartott Maszada erődje, amit csak három évig tartó ostrom után tudtak elfoglalni a római légiók

Maszadát, a zelóták utolsó erődjét úgy foglalták el Kr. u. 73-ban a római légiók, hogy egy 100 magas rámpát építettek, amely az erődítmény nyugati falának tetejére vezetett. A három évig tartó ostrom végén a védők inkább öngyilkosságot követtek el, minthogy a rómaiak fogságába essenek

## Kínai és mongol ostromok
A középkori mongol hódítások, köztük a Kína és a közel-keleti birodalmak ellen vezetett hadjáratok, során a támadók elsősorban lovasságuk fölényére támaszkodva nagy területeket hódítottak meg, még ha időközben a megerősített helyeket meg kellett kerülniük.
A mongolok a nyílt csatatéren ütköztek meg az ellenséggel, és elsősorban a szemben álló seregek megsemmisítésére törekedtek. Természetesen a kisebb, vagy meglepetésszerűen meghódítható erődítményeket elfoglalták. A stratégia eredménye az volt, hogy a vidék meghódításával a nagyobb erődítményeket elvágták egymástól, azok nem tudtak segítséget kérni vagy küldeni. Másodsorban a korábban meghódított vidékekről és városokból menekültek tömege árasztotta el a nagyobb városokat, amely nemcsak a lakók és a védők morálját ásta alá a rémhírekkel, hanem a város erőforrásait, a rendelkezésre álló élelmiszer- és vízkészleteket is végsőkig kimerítette. Hamarosan a korábban bevehetetlen erődök ostroma meglehetősen egyszerű lett, hiszen a mongol sereg kényelmesen, a felmentő seregtől nem zavartatva, egymás után foglalta el azokat. Háleb ostroma során Hülegü ilhán csak az iraki kapu (Bab al-Iraq) támadásához 20 katapultot építtetett. Abu Ubaida al-Dzsuzdzsáni perzsa történetíró leírta, hogy a mongolok esetenként több száz ostromgépet is építettek, hogy az erődítmények falait lerombolják.

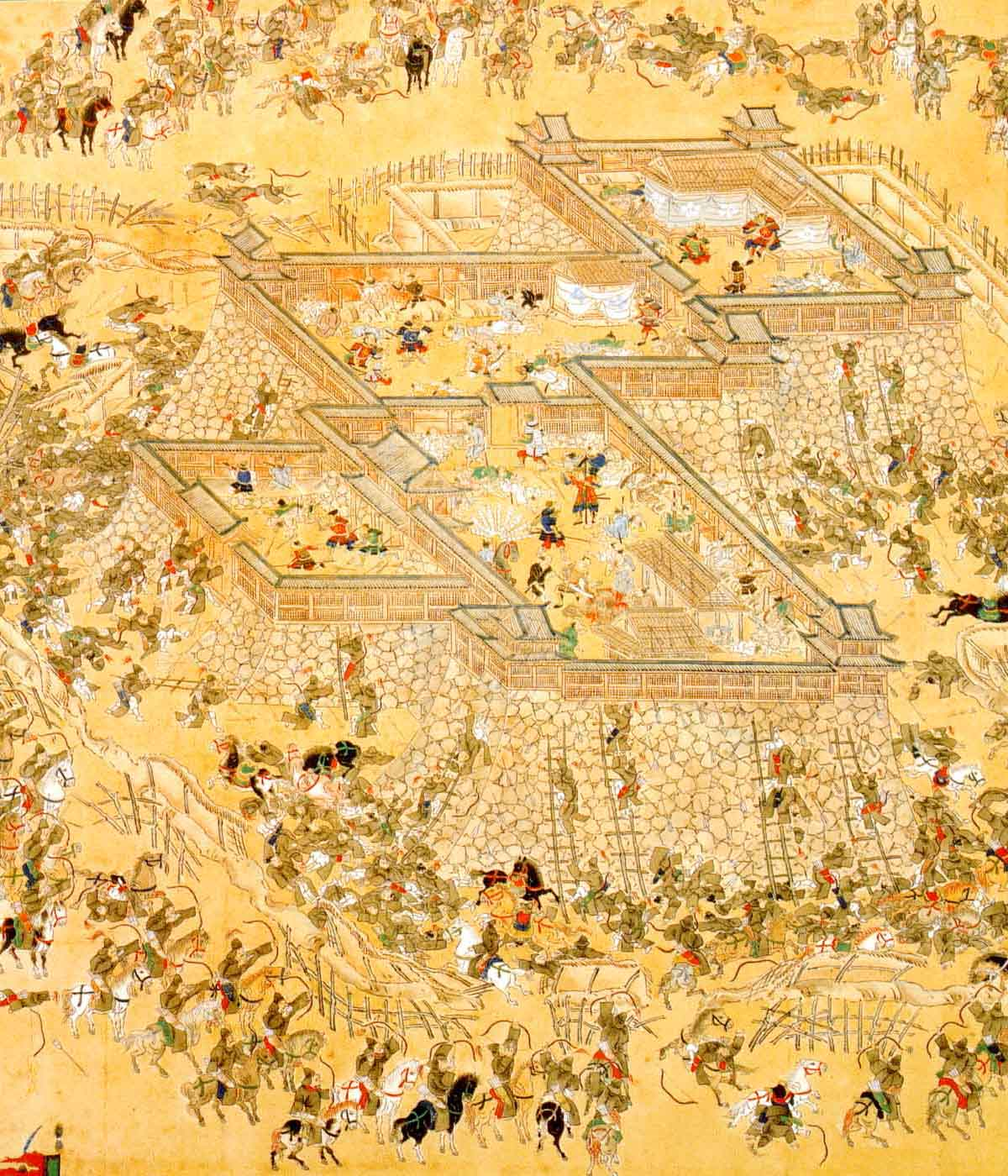
Kínai és koreai katonák a japán hadvezér, Tojotomi Hidejosi erőit támadják az Ulsan vár ostroma során (1598).

A mongolok előszeretettel lőtték ki az általuk ostromlott városra a bubópestisben elhunytak holttestét, a betegséget hordozó bolhák ezután a város lakóit és védőit is megfertőzték (bár akkor még egyik félnek sem volt tudomása arról, hogyan terjed ez a betegség). A mongol hadak vezére az ostrom kezdetén, az első napon egy fehér sátorból irányította hadait: amennyiben a védők megadták magukat, senkinek nem esett bántódása. A második napon vörös sátorból irányított, ha most adták meg magukat a védők, a nőkön és a gyerekeken kívül mindenkit lemészároltak. A harmadik napon a fekete sátort használta: a város megadása esetén is mindenkit lemészároltak.
A mongol támadásokkal szemben a kínaiak sem voltak teljesen védtelenek és 1234 és 1279 között Dél-Kína sikeresen szállt szembe az egymást követő mongol támadásokkal. A siker részben a puskapor feltalálásának és első használatának köszönhető, az első lőfegyverek lángszóró, gránát, akna és ágyú voltak, amelyekkel a kínaiak eredményesen vették fel a harcot a „barbár” népek egymást követő támadásaival szemben. A Szong-kori kínaiak feltalálták a lőporral töltött ágyúgolyót. Egy 1350-ből származó leírás egy kínai katonatiszt tollából rögzítette az első, öntöttvasból készített „repülő felhő mennydörgés robbantó” (fei yun pi-li pao) használatát:

A gránátok (phao) öntöttvasból készülnek, akkorák mint egy tál és gömb formájúak. A belsejükben fél fontnyit tartalmaznak a csodás porból (shen huo). Az ellenség tábora felé egy robbantóból (mu phao) lövik ki ezeket és amikor elérik azt, a mennydörgéshez hasonlatos zaj és villámláshoz hasonló fény tűnik fel. Ha tíz ilyen gránátot sikerül kilőni a táborba, akkor az egész lángra kap.

A Ming-dinasztia korában (1368–1644) a kínaiak nagy gondot fordítottak városaik megtervezésére, hogy ellenálljanak a puskaport felhasználó seregek támadásának. A pekingi Tiltott Várost építtető Jung-lö kínai császár úgy határozta meg a falak helyzetét és vastagságát, hogy azok ellenálljanak az ágyúk tüzének és az ágyúgolyók felrobbanásának.

## Ostrom a lőpor korában

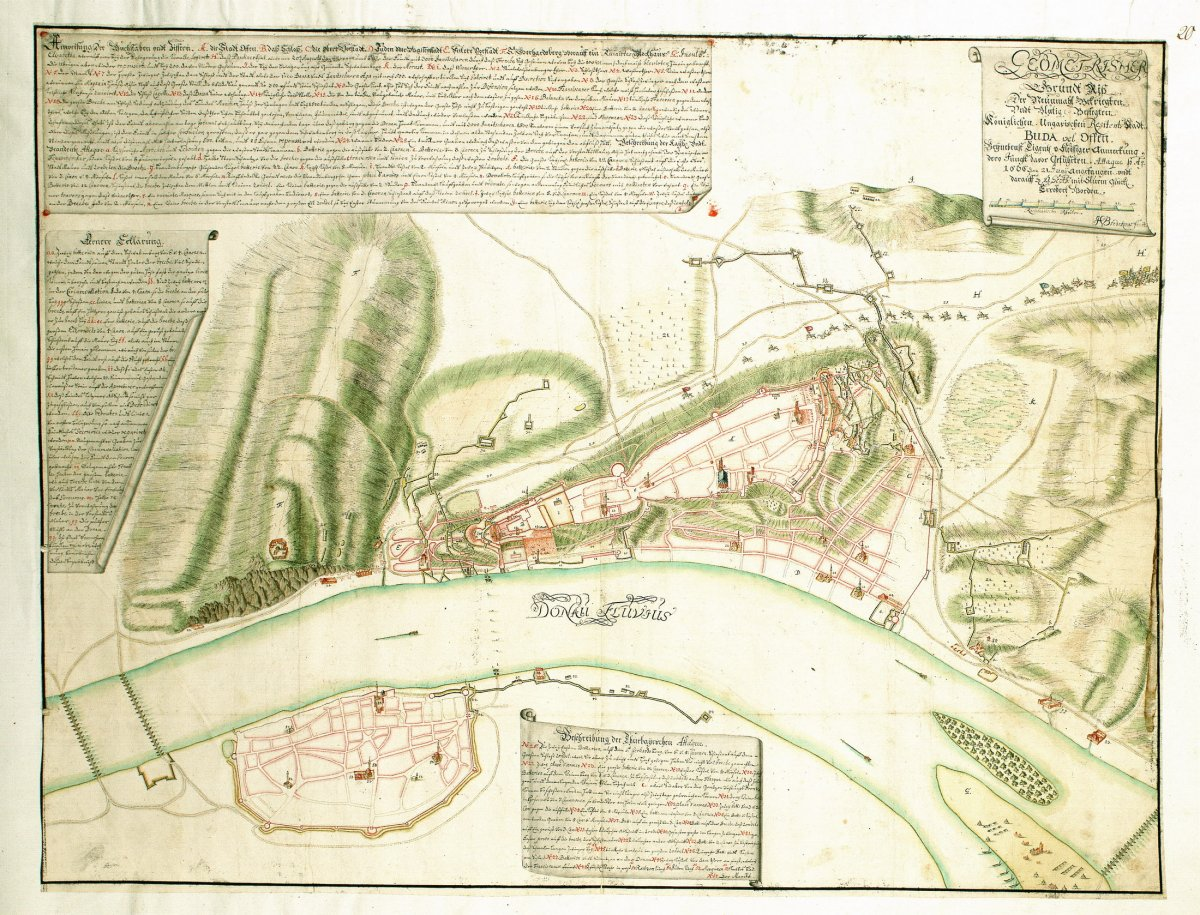
Az ostromlók védműveinek térképe Buda 1686-os ostroma során

A lőpor feltalálása és a tüzérség elterjedése új korszakot hozott az ostromok tekintetében. Az első ágyúkat Kínában a 13. század elején alkották meg és használták, de még 150 évig nem terjedtek el Európában. A 16. századra azonban minden hadsereg, város és erőd fegyvertárában megtalálhatók voltak a legkülönfélébb célokra használható tüzérségi eszközök.
Az ágyú legnagyobb előnye a korábbi ostromgépekkel szemben, hogy jóval nehezebb lövedéket, nagyobb távolságra és nagyobb erővel tudott kilőni. Ennek következtében sokkal egyenesebb vonalban lőtték ki lövedékeiket, vagyis már a vastag falak alsó részeit is lehetett bombázni. A korábban épült, aránylag vékony, de magas falak könnyű célpontot nyújtottak az új tüzérségnek: 1453-ban II. Mehmed 62 ágyúja 6 hét alatt lerombolta Konstantinápoly falait és lehetővé tette a város elfoglalását.
Hamarosan egész Európában vastagabb, a tüzérségi lövedékeknek jobban ellenálló falakat, erődítményeket kezdtek építeni, és ennek eredményeként a reneszánsz korban a városos és várak ostroma dominálta az európai hadviselést. Hamarosan, az ostromlövegek kifejlesztésével a megerősített helyek ostroma szinte ritualizált folyamat lett – ennek francia megnevezése siège en forme. A támadó sereg az első lépésben körbezárta az ostromlott várost vagy várat. Ezután a védőket felszólították a megadásra, amennyiben ezt elutasították, a támadó ideiglenes védműveket épített a védők kitörésének megakadályozására. Ezután a támadók árkokat ástak a város védműveivel párhuzamosan, de a védők tűzfegyvereinek hatótávolságán kívül. Ebből az árokból kiindulva görbe vagy tört vonalban közlekedőárkot ástak a város irányába, majd a támadó tüzérség hatótávolságán belül elkészítették a második lövészárokrendszert, ahol felállították az ostromágyúkat. Ezután szükség szerint akár további árkokat is áshattak a város védműveihez egyre közelebb. A támadó gyalogság felvonulásának biztosítására további futóárkokat ástak a védművekben vagy városfalban ütött rés irányában. A résen keresztül a támadók betörtek a városba és amennyiben a védők nem tudták visszaverni a támadást, akkor a város teljesen ki volt szolgáltatva a támadóknak.

### Az ostromtechnikák kialakulása
A tüzérség megjelenésével és elterjedésével a korábban bevehetetlennek tűnő erődítmények könnyedén áldozatul estek az új fegyvereknek. Kasztíliai Izabella és Aragóniai Ferdinánd tűzfegyverekkel felszerelt serege 1482–92 között meghódította Granada utolsó mór erődítményeit, amelyek korábban évszázadokig ellenálltak a félsziget teljes visszahódítására irányuló keresztény törekvéseknek. Hamarosan egyre több elméleti kutatás irányult arra, hogyan lehet a tüzérséget a legeredményesebben felhasználni támadó, illetve védekező hadműveletek során

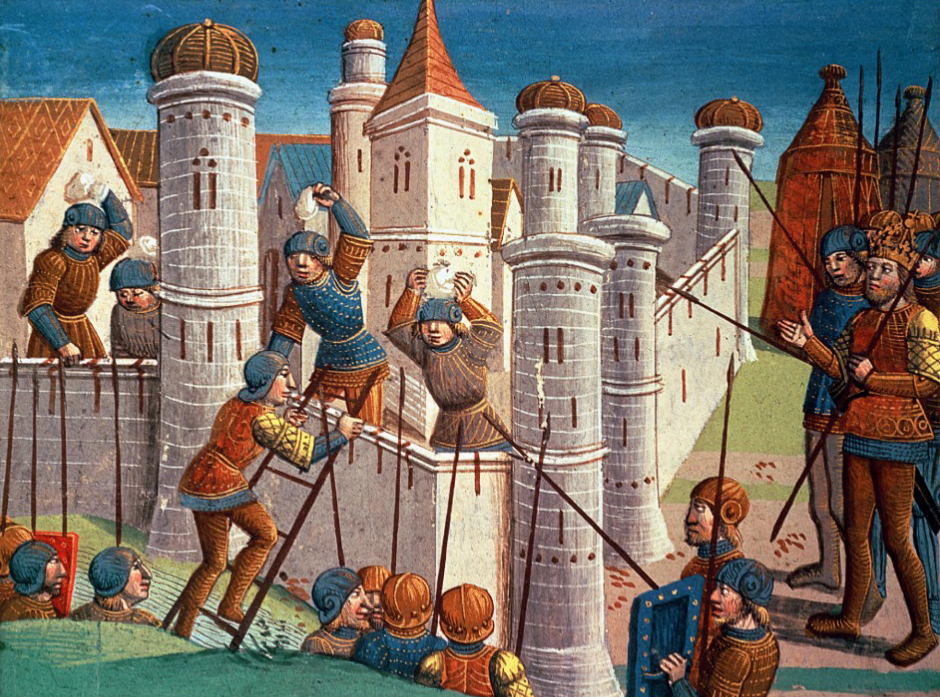
Török hadak Konstantinápoly ostroma során

A 15. század elején az olasz építész Leon Battista Alberti jelentetett meg egy értekezést De Re aedificatoria címmel, amelyben az újfajta fegyverek tüzének ellenálló erődítmények felépítésének módszereit elemezte. Javaslata alapján a falakat nem egyenes, hanem törött vonalban kell építeni, „mint a fűrész fogait”. Elképzelése szerint a csillag alakban, alacsony, de vastag falakkal épített erőd áll ellen legjobban a tüzérségnek.
Alberti munkásságának kevés visszhangja volt a korabeli hadvezérek és uralkodó körében. Néhány olasz város 1480 körül az általa javasolt módon kezdte átépíteni városfalait, de csak az Észak-Itáliába vezetett francia hadjárat (1494-95) után kezdődött a nagyszabású erődítményépítés. Ekkor VIII. Károly francia király 18 000 katona és lóvontatású ostromtüzérség élén vonult be Észak-Itáliába, és serege előtt egymás után hódoltak meg az elavult erődítmények. A korabeli olasz államocskák ezután lázas sietséggel kezdtek a modern ostromeszközöknek ellenálló erődítmények építésébe.

### Az új ostromeszközök hatása az erődítményekre

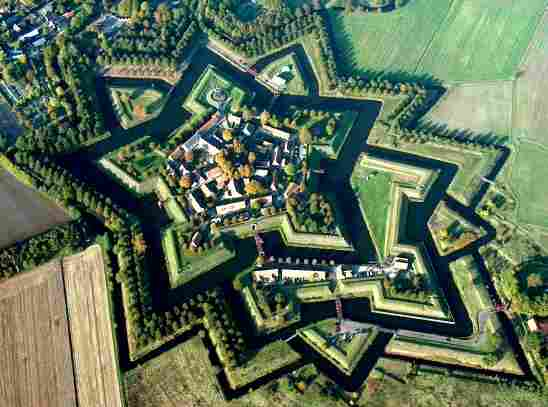
Trace italienne erődítmény, az 1750-es állapotban helyreállítva. Fort Bourtange, Groningen, Hollandia

A tüzérség tüze ellen a legjobb védelmet a mélység (a falak vastagságának megnövelése) és az irány (a falak tört vonalban való építése, annak reményében, hogy az ágyúgolyó lepattan a falról) adta. Az építkezések első hullámában a korábbi magas falakat visszabontották és megvastagították, elülső és hátulsó oldalukat földhányással vonták be. A korábbi négyzet alapú tornyokat háromszög alapú bástyákká építették át.
Alberti ötleteinek eredménye a csillag alakú erőd, a trace italienne lett: a városok és nagyobb települések védelmére sorra épültek ilyen erődítmények, amelyeket a korabeli tüzérség felhasználásával már meglehetősen nehéz volt elfoglalni. A 16. és 19. század között a legtöbb erődítmény ebben a stílusban épült és még az első világháborúban is szerepet kaptak, mint például Liège ostroma során.
Az erődítmények felépítésének költsége azonban olyan hatalmas volt, hogy csak a leggazdagabb városok engedhették meg maguknak, némelyik, mint például az olasz Siena városa, csődbe is ment a városfalak felépítése miatt és nem tudták rendesen felfegyverezni hadseregüket és ennek eredményeként mégis alulmaradtak a háborúikban. A költségek ellenére számos erőd felépült, amelyek már sikeresen álltak ellen a 16. század során Itáliába vezetett sorozatos francia támadásoknak. 1530 és 1540 között az új erődítési stílus kezdett egész Európában elterjedni, elsősorban Franciaországban, Spanyolországban és Németalföldön. Az olasz hadmérnökök rendkívül keresettek voltak egész Európában, különösen azokban az országokban és térségekben, amelyek rendszeresen ki voltak téve külső támadásnak. A németalföldi tartományok, amelyek ezekben az években kezdték küzdelmüket a spanyol korona fennhatósága ellen, számos várost vettek körbe csillag alakú erődítményekkel.
Hosszú ideig a támadók és a védők ellenkezésére álló eszközök egyensúlya alakult ki, emiatt a városok ostroma rendkívül hosszan tartó, bonyolult és költséges vállalkozás lett. Mivel az erődítmények könnyedén befogadtak akár 10000 főt is, a támadó hadsereg egyszerűen nem tudta megkerülni ezeket a helyeket anélkül, hogy kockáztatta volna a hátbatámadást. Mivel minden várost és várat el kellett foglalni és minden ostrom hosszú ideig, hónapokig-évekig tartott, általában csak akkor volt sikeres, ha a védők az éhhalál, fertőzés vagy más probléma miatt már nem tudták tartani állásaikat. Emiatt a legtöbb hadjárat vár- és városostromok sorozata volt, nyílt csatára ritkábban került sor, legtöbbször az ostromló és a felmentésre érkező sereg között.

### Vauban marsall

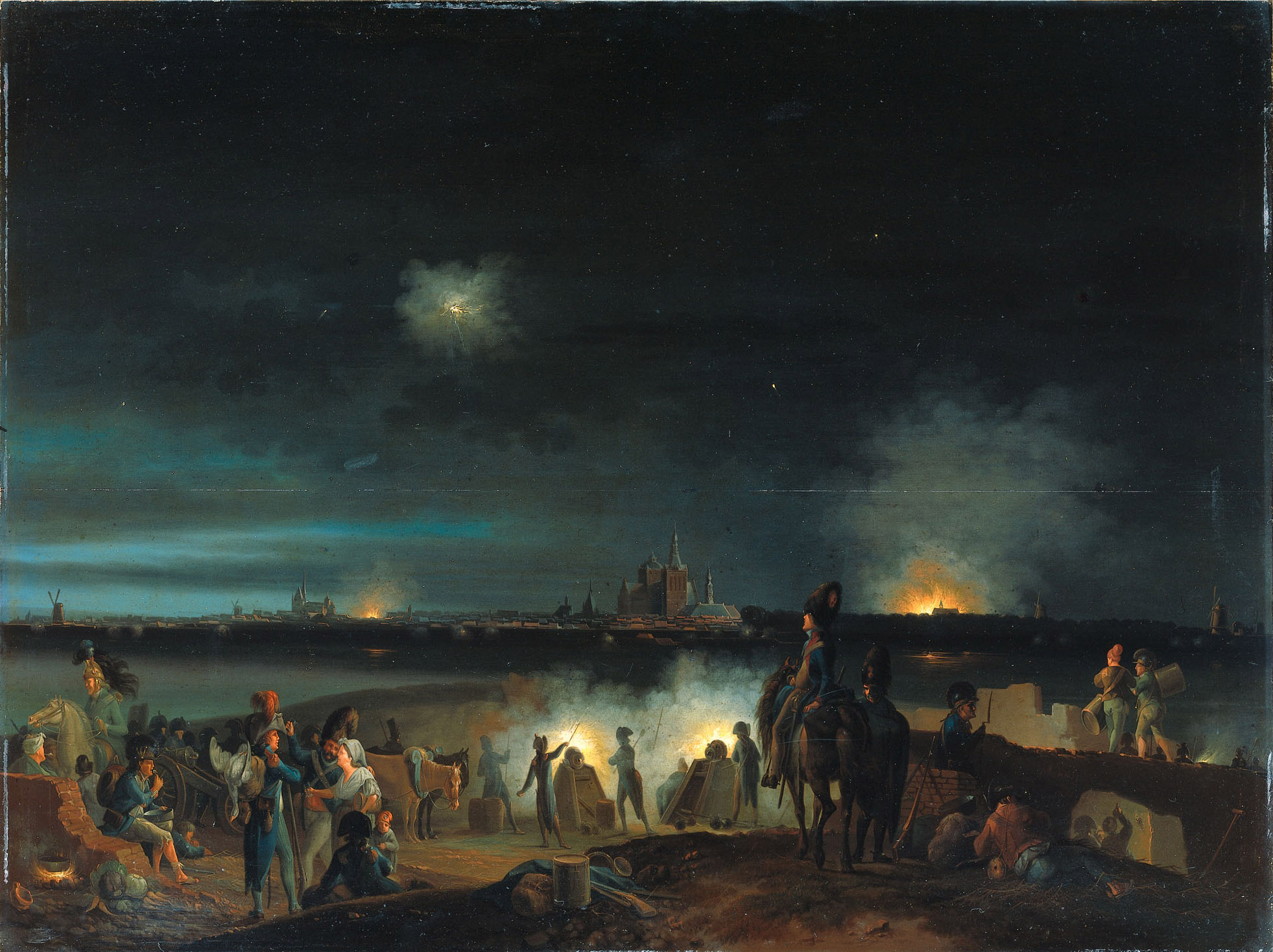
A francia tüzérség a holland 's-Hertogenbosch városát lövi 1794-ben

A 17. század vége felé a francia Vauban marsall és hadmérnök szinte tökélyre fejlesztette az erődítmények tervezését és építését. Vauban XIV. Lajos francia király hadmérnöke volt és karrierje során több mint 300 város és 37 új erőd védműveinek felépítését vagy átépítését felügyelte. Emellett nagy szakértője lett a megerősített helyek ostromának is: a korábban meglehetősen összevissza folyamatot tudományos alapra helyezte, amely – feltételezve, hogy a védők nem kaptak segítséget – a legerősebb erődítményt is megtörte.
Egy ostrom megtervezése és kivitelezése legalább olyan nehéz feladat, mint az ostrom elleni védekezés. Az ostromló hadseregnek készen kell lennie a védők kitörését és a felmentő sereg támadását is elhárítani. Éppen ezért nem volt ritka, hogy az ostromlók kétszeres gyűrűvel vették körbe magukat: a külső védelmi vonal (korabeli kifejezéssel contravallation) a felmentő sereg támadásai ellen nyújtott védelmet. Ez csak az első építési feladata az ostromló seregnek, miután befejezték a város körbezárását, egy belső védelmi vonalat is létrehoztak (circumvallation), amely a védők kitörései ellen védelmezte az ostromeszközöket.
Vauban az általa kifejlesztett módszer alapján első lépésben egy vonalat építtetett, kb. 600  méter távolságban a város falaitól, és ide helyezte a legnehezebb ostromágyúkat, amelyek el tudták érni a falakat, de védve voltak a védők tüzétől és esetleges kitörésétől. Amint ez a vonal elkészült, a műszaki alakulatok egy következő, a falaktól 250 méter távolságra elhelyezkedő árokrendszert ástak ki, amelyben a közepes és kis ostromágyúk voltak. A harmadik, utolsó árokrendszert a falaktól 30-60 méter távolságban készítették el, ide mozsarakat helyeztek, illetve itt gyülekeztek a gyalogsági egységek a falon nyitott rés elleni közvetlen támadás előtt. Szintén innen indultak ki azok a földalatti járatok, amelyeket a falak lerombolására készítettek.
A koncentrikus körökben kiásott árkokat közlekedőárkok rendszere kötötte össze az ostromlók táborával. A közlekedőárkok, hogy a védők tüzétől nagyobb védelmet biztosítsanak, törött vagy görbe vonalban készültek.
Az alapos előkészítés ellenére általában igen kevés közvetlen összecsapásra került sor a védők és a támadók között. Még ha sikerült is megrongálni a falakat és veszteségeket okozni a védőknek, a támadók rendszerint jelentős veszteségeket szenvedtek, amikor rohamot indítottak a falak ellen. Általában az ostromló hadsereg a kiépített állásaiban várakozott, amíg a védők készletei elfogytak, vagy valamilyen fertőző betegség tört ki soraikban, vagy pedig annyira megrongálódtak a város védművei és egyéb épületei, hogy hajlottak a megadásra. A hosszú ostromok egyik kockázati tényezője volt, hogy a támadók táborában is kitörhettek fertőző betegségek (mint például tífusz, kolera, pestis), amelyek visszavonulásra kényszeríthették az ostromlókat.
Az ostrom stratégiai irányításának egyik jelentős kérdése volt, hogy elfogadták-e vagy sem az ostromlott város megadását. Amennyiben a város megadta magát, lakói megmentették életüket és vagyonukat (bizonyos váltságdíj megfizetése fejében), a támadó pedig érintetlenül jutott hozzá a városi védművekhez és hadseregét megkímélte a véres ostrom következményeitől. A hosszan kitartó, nagy áldozatokat követelő ostrom után viszont nem volt ritka, hogy egy város minden lakóját lemészárolták vagy az ostromló sereg parancsnoka meghatározott ideig tartó „szabad rablást” engedélyezett katonáinak és csak azután állította helyre a rendet. Ez azonban rossz fényt vetett az ostromlóra és a soron következő erődítmények védőit még nagyobb ellenállásra sarkallták.

### A mozgó hadviselés kialakulása

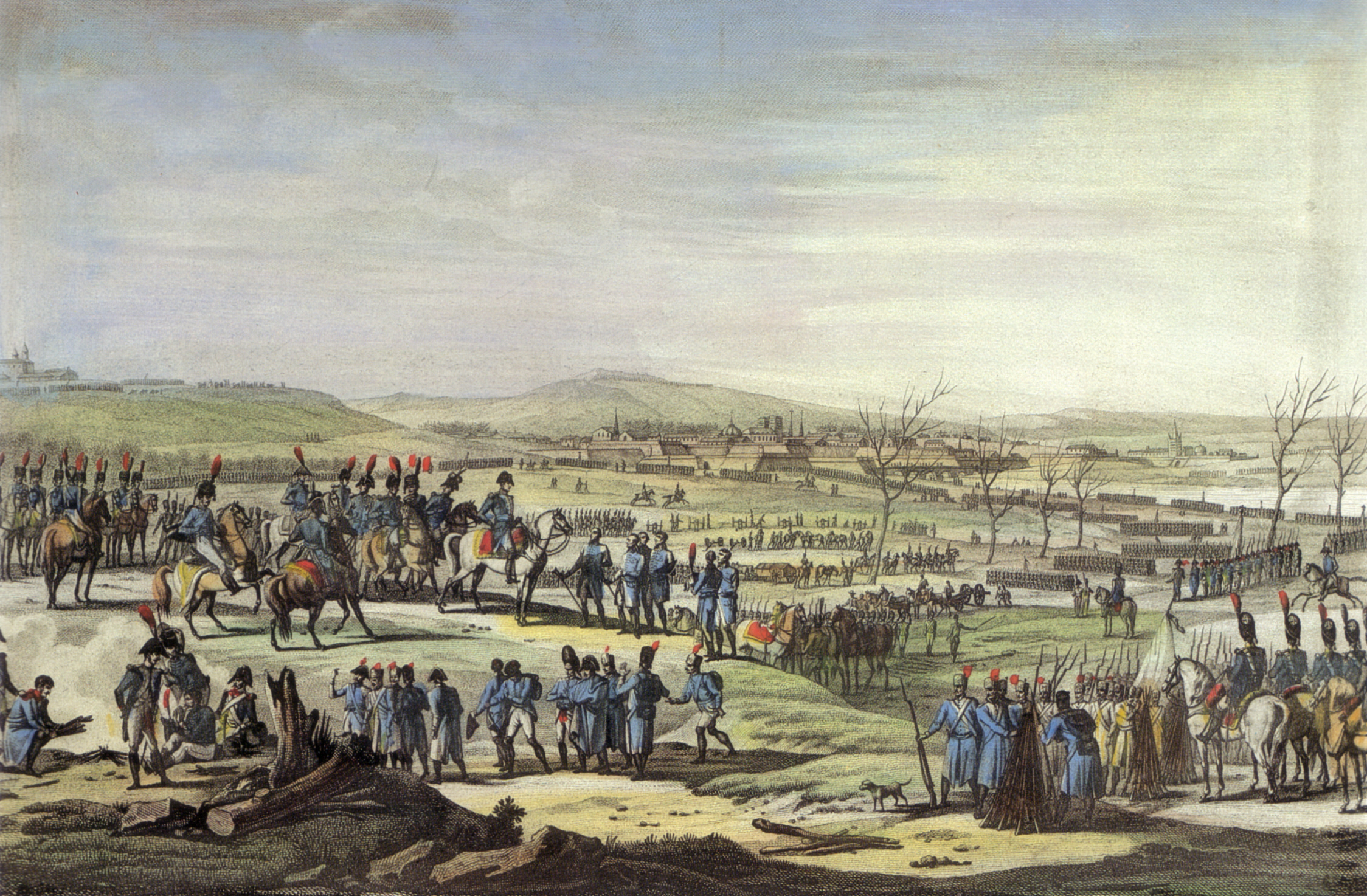
Ulm ostroma a napóleoni háborúk során

A 17. és 18. század során az ostrom volt a nyugat-európai hadviselés meghatározó katonai hadművelete. Bizonyos esetekben egy teljes hadjárat csak egy adott erődítmény bevételére irányult, mint például Oostende ostroma 1601-1604 között, vagy La Rochelle ostroma 1627-28 között. Mivel minden ostrom több hónapig, akár több évig is elhúzódhatott, az egyes hadjáratok igen hosszadalmas és költséges vállalkozások voltak, azonban az ostromlott hely bevétele kézzelfogható nyereséget hozott a támadónak. Időnként sor került kisebb összecsapásokra, az ostromló és a felmentő seregek között, de a szilárdabb gazdasági háttérrel rendelkező fél számíthatott a végső győzelemre. Azon néhány alkalmakkor, amikor nyílt csatát kényszerített ki valamelyik fél (mint például 1630-ban Gusztáv Adolf, vagy a franciák 1672-ben és 1688-ban a hollandok ellen), az eredmény általában csúfos vereség volt a támadónak.
Az egyetlen kivétel a korabeli Anglia volt: az angol polgárháború során mindkét fél kerülte a konfliktus meghosszabbító lépéseket és elsősorban a lovasságra támaszkodva vívták küzdelmeiket. Franciaországban és Németországban a háború elhúzódása javára jött a hadseregek magvát adó zsoldos csapatoknak, de Angliában más volt a helyzet:
"sosem építettünk tábort vagy árkot…vagy húzódtunk vissza folyók mögé vagy szűk átjárók védelmébe. Nem építettünk ostromműveket, a katonáknak nem volt sátra vagy poggyásza. A háború során a jelszavunk: Hol az ellenség? Hát menjünk és küzdjünk meg vele. Vagy ha az ellenség közeledett: Álljunk ki a mezőre és küzdjünk meg vele!"
A fenti idézet Daniel Defoe tollából származik, aki „Egy lovag visszaemlékezései” című regényében a polgárháború korszakának jó jellemzését adta. A gyors manővereket és a döntés kierőszakolását előtérbe helyező harci szellem a később kialakuló angol professzionális hadsereget is átjárta, amely hamarosan összemérte erejét a kontinentális hadseregek katonáival az 1658-ban vívott dunkirki csatában.
Hatvan évvel később a spanyol örökösödési háború során az angol haderő vezetője, John Churchill, Marlborough hercege is inkább a nyílt csatát részesítette előnyben az ostromok kivitelezésével szemben.
A 19. század során azonban két tényező változást hozott az európai hadviselésben

#### Stratégiai változások – a tömeghadsereg
A francia forradalom kitörését követő, majd a napóleoni háborúk során a hadviselés új elemei jelentek meg, amelyeket a sorozáson alapuló tömeghadseregek megjelenése tett lehetővé és szükségessé. Egy ország haderejét több hadtestre vagy hadoszlopra osztották fel, amelyek külön-külön meneteltek és vonultak a csatatérre, ahol egy parancsnokság alatt egyesültek. A katonák kisebb száma, koncentrációja miatt a hadtest már meg tudott élni az elfoglalt területeken talált élelmiszerből és egyéb készletekből, már nem volt teljes egészében rászorulva a hátországból szállított készleteire. Ennek következtében a hadtestek sokkal nagyobb tempóban tudtak felvonulni és a hátországgal való összeköttetést fenyegető erődöket minden nagyobb kockázat nélkül meg tudták kerülni. Mivel a megszállt területek készletei egy idő után kimerültek, Napóleon általában igyekezett csatára kényszeríteni ellenfeleit és gyorsan befejezni egy hadjáratot, elkerülve a hosszadalmas ostromokat (annak ellenére, hogy eredetileg tüzértiszt volt és Toulon ostroma során tüntette ki magát). A hadviselésnek ezt az új, mobil változatát, amely a seregek manővereire helyezi a hangsúlyt, Carl von Clausewitz porosz katonatiszt elméleti műveiben fejtette ki bővebben.

#### Ipari és technológiai vívmányok
Az első és legfontosabb változás a tüzérségi eszközök terén következett be. A korábban bevehetetlen erődítmények, mint például Bécs városa, amely a 15-16. században sikeresen verte vissza a török sereg támadását, nem jelentett akadályt Napóleon fejlett tüzérséggel felszerelt csapatainak. Amikor sor került egy erődítmény, mint például Delhi vagy Kanpur ostromára az 1857-es indiai felkelés során, a támadók napok vagy hetek alatt meg tudták törni a védők ellenállását, a korábban szokásos hónapok vagy évek helyett. A svéd Karlsborg erődöt Vauban elképzelései alapján építették és a második svéd fővárosnak szánták, azonban már akkor elavultnak számított, amikor 1869-ben elkészült. (Az anekdota szerint Helmuth von Moltke, a mobil hadviselés egyik porosz szakértője csak kétszer mosolyodott el életében: egyszer, amikor anyósa meghalt és másodszor, amikor meglátta a karlsborgi erődöt.)
A másik lényeges újdonság a vasútvonalak kiépítése volt, amely lehetővé tette a hadseregek elszállítását és ellátását lényegesen nagyobb távolságokra, mint ami akár a napóleoni háborúk során is lehetséges volt. A vasútvonalak fontossága miatt ismét megjelentek a megerősített helyek, amelyek a nagyobb vasúti csomópontokat ellenőrizték, illetve a támadóknak ezeket ismét el kellett foglalni, hogy a vasútvonalakat szabadon használják. A porosz–francia háború során a porosz csapatok igen gyorsan benyomultak Franciaország területére, de Metz és Párizs ostroma során több hónapos késedelmet szenvedtek, a védők megnövekedett tűzerejének és az előretolt erődítmények rendszerének köszönhetően. Az itt nyert tapasztalatok alapján láttak neki számos európai erődítményrendszer kiépítésének, mint például a Verdun melletti erődök, vagy például a belga Liège városa körül épített erődítményrendszer.
A krími háború során Szevasztopol ostroma (1854-1855) és az amerikai polgárháború során Petersburg ostroma megmutatta, hogy a modern erődítmények, amennyiben egyéb védművekkel, például lövészárkokkal is kiegészítik ezeket, több hónapig képesek ellenállni a legkitartóbb támadásoknak is. Pleven ostroma az orosz–török háború során egy újabb példa volt arra, hogy még a sebtében előkészített védelmi állásokban is lehetséges a támadás eredményes visszaverése, mintegy előrevetítve az első világháborúra jellemző lövészárok-hadviselést.
A tűzfegyverek, elsősorban a kézifegyverek, ismétlőfegyverek és a tüzérség fejlődése, a csapatok sikeres manővereit lehetővé tévő kommunikációs eszközök hasonló fejlődése híján, ismét a védelmi hadműveleteket részesítették előnyben

## Modern hadviselés

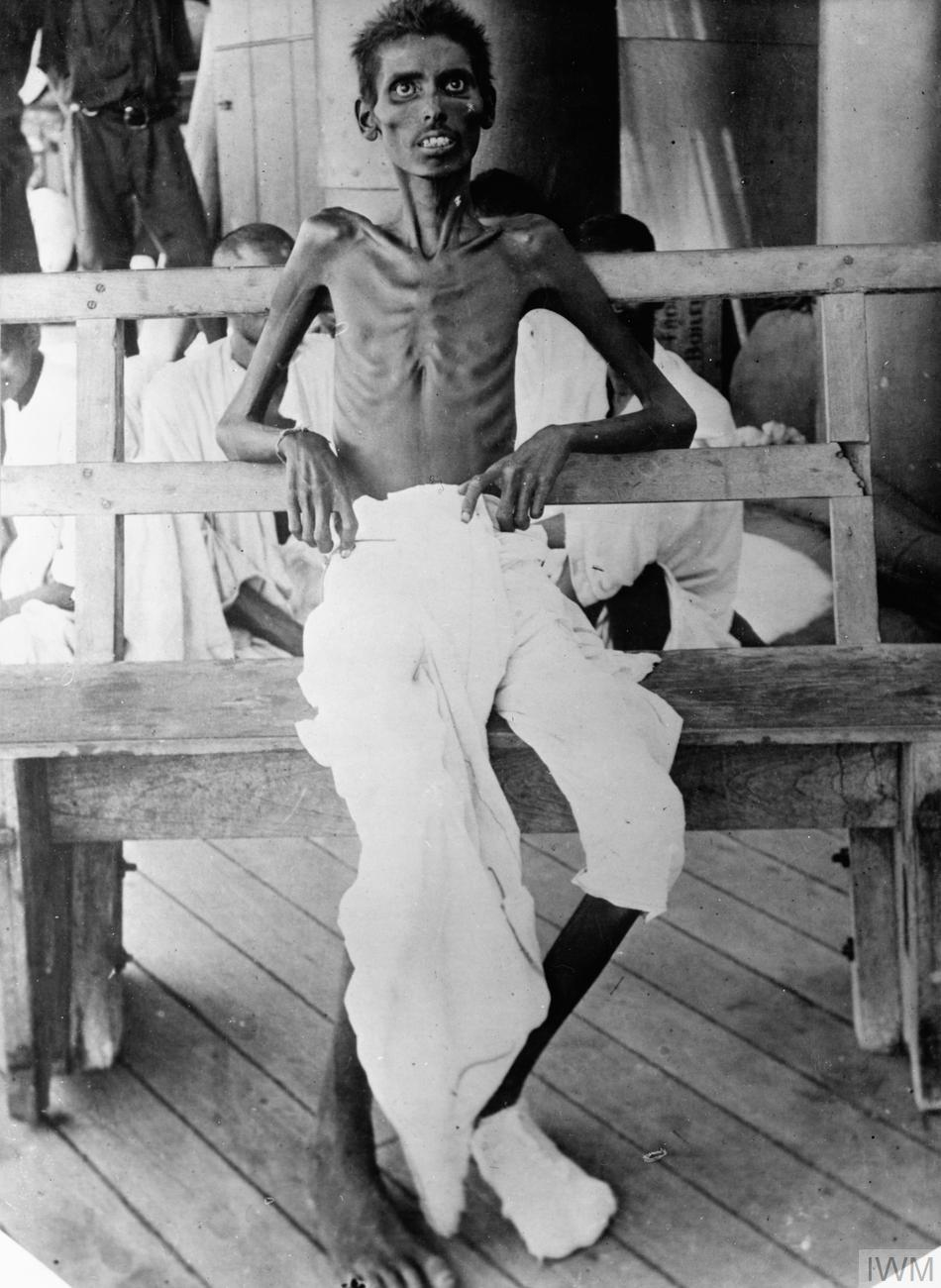
A britek által védett Kut erőd egyik indiai katonája török hadifogságban – a védők többsége az éhhalál szélére került, mikor a helyőrség 1916-ban megadta magát.

A védekező erők rendelkezésére álló tűzerőnek (modern hátultöltős gyalogsági puska, géppuska, tüzérség) köszönhetően az első világháború során, az első és utolsó hónapokat jellemző mozgó hadviselés kivételével, ismét beköszöntött az állóháború. A lövészárok-hadviselés elemei sok tekintetben megegyeztek a korábbi ostromokkal: árokásás, földalatti aknák, tüzérség használata az ellenséges védművek rombolására, költséges és igen gyakran eredménytelen rohamok az ellenséges állások ellen.
A lövészárokban folyó küzdelmek mellett sor került a hagyományos erődítmények ostromára is. Qingdao ostroma volt a háború első jelentősebb ostroma, de a kis létszámú német és osztrák–-magyar helyőrség hamarosan kénytelen volt megadni magát. Európán kívül az egyetlen jelentősebb ostromra a brit uralom alatt álló Mezopotámiában került sor. A brit és indiai csapatok, miután megkísérelték elfoglalni Bagdadot, de vereséget szenvedtek a kteszifoni csatában, Kút városába húzódtak vissza, amit a török hadsereg a német Colmar von der Goltz báró vezetésével vett ostrom alá. A britek nem tudták a Tigris folyón keresztül ellátni a helyőrséget, és az élelmiszer adagolását megnehezítette, hogy az indiai katonák megtagadták a marhahúsból készült ételek fogyasztását. A helyőrség 1916. április 29-én adta meg magát, eddigre a védők többsége az éhhalál szélén volt, de helyzetük a török fogságban sem javult.
A háború legnagyobb összecsapásaira azonban Európában került sor. A német támadás során előbb a belga Liège, Namur és Antwerpen városokat kellett elfoglalniuk, hogy sikeresen tudjanak szembeszállni a francia hadsereggel, majd a franciák által védett Maubeuge erődöt ostromolták meg. Bár mindegyik ostrom német sikerrel fejeződött be, de a késlekedés elég volt ahhoz, hogy a franciák rendezzék soraikat és a britek Európába szállítsák expedíciós haderejüket, és együttesen 1914. szeptemberére feltartóztatták a német előrenyomulást. Az ostromok során a németek leghatásosabb fegyvere a Krupp művek által gyártott 420 mm-es mozsár és a Škoda művekben kifejlesztett és a Monarchia hadseregétől kölcsönzött 30,5 cm-es mozsár volt. Ezek a tüzérségi eszközök igen rövid idő alatt képesek voltak lerombolni bármilyen erődítményt és sorra vettek részt a háború legnagyobb ütközeteiben: a belga és francia ostromokban, Przemyśl első ostrománál, az olasz és a szerb fronton.

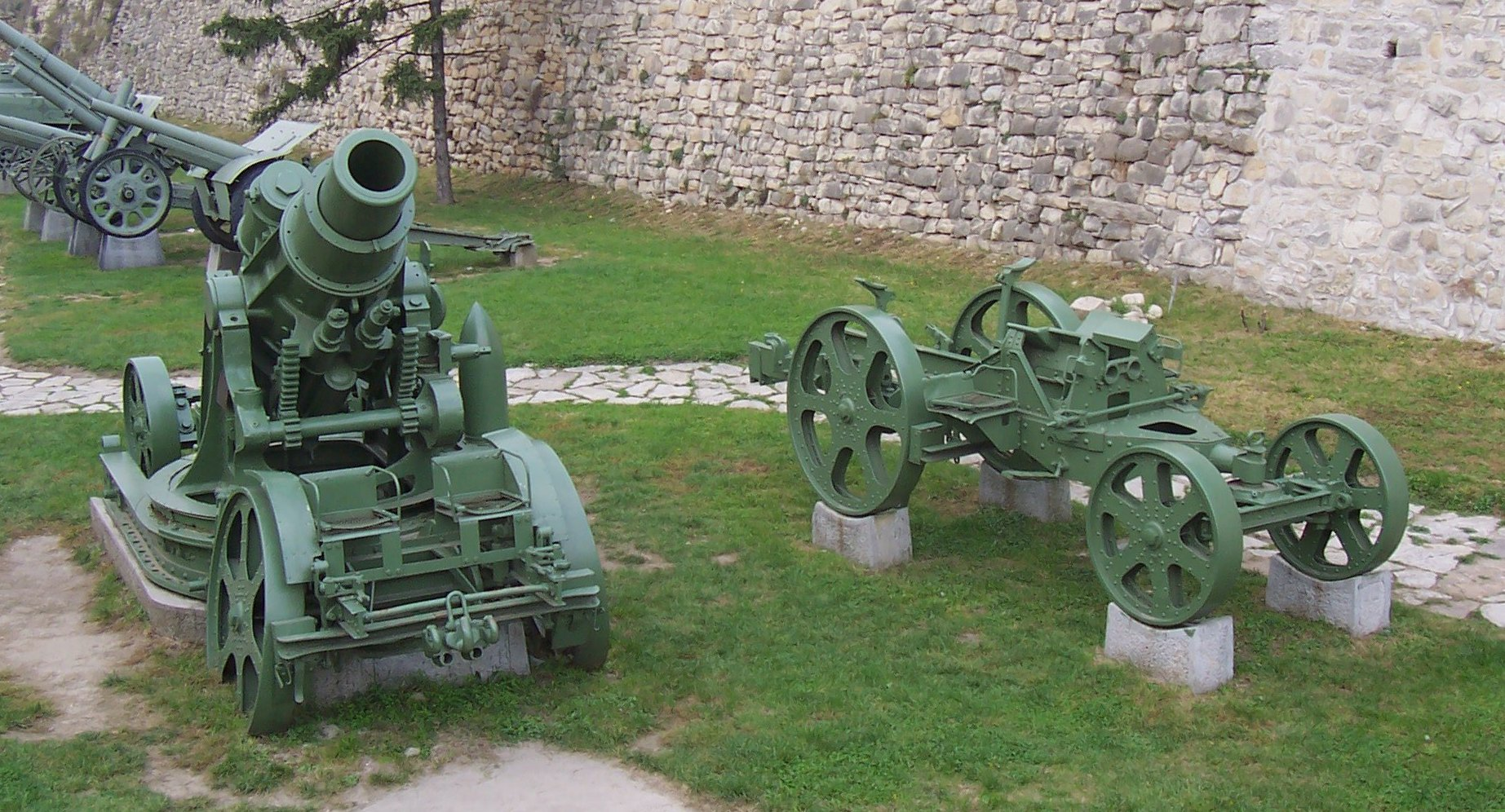
Az Osztrák–Magyar Monarchia hadseregében rendszeresített Skoda 305 mm-es ostromágyú, amelyet a németek is „kölcsönvettek”

Przemyśl második ostrománál az osztrák–magyar helyőrség kiválóan helytállt az orosz ostromlókkal szemben, nem csak várták a felmentést, hanem rendszeres kitörésekkel zaklatták a támadókat és egy ilyen kitámadás eredményeként foglyul ejtették az orosz Kornyilov tábornokot is. A védők hősies ellenállását csak az élelmiszerkészletek elfogyása törte meg, a felmentést hozó csapatokat a téli időjárás hátráltatta, ellentétek támadtak a védők és a város lakossága között és az utolsó kitörési kísérlet kudarccal járt. Mikor a helyőrség parancsnoka, Hermann Kusmanek megadta magát, a katonák már lovaikat ették. Több mint 110 000 osztrák–magyar katona esett orosz hadifogságba, többek között azért, mert a helyőrség utánpótlását nem tudták megoldani repülőgépekkel, illetve az erőd felmentése érdekében indított támadás, a kárpáti téli csata, elakadt.
Az első világháború utolsó nagy ostromára Verdunnél került sor, és ez volt a háború egyik legvéresebb összecsapása is. Némileg vitatható, hogy mennyiben lehetett igazi ostromnak tekinteni ezt a csatát, amelyre 1916. február és december között került sor a nyugati fronton. Erich von Falkenhayn tábornok, a német vezérkar főnöke a francia csapatok felmorzsolását tekintette a csata legfontosabb célkitűzésének, ezért választotta a támadás helyének Verdunt.
"A franciákat egy hajszál választja el az összeomlástól. A tömeges áttörés – mivel az erőforrásaink sem elegendőek hozzá – felesleges. Amit viszont megtehetünk, az az, hogy kényszerítjük a francia vezérkart, hogy minden emberét bevesse. Ha ezt megteszik, a francia erők kivéreznek." Erich von Falkenhayn levele II. Vilmos császárnak.
Falkenhayn terve szerint heves tüzérségi tűzzel árasztotta volna el a verduni erődöt és a francia vonalakat, ezzel arra kényszerítve a francia hadvezetést, hogy a nyugati front minden részéről vonják ki tartalékaikat és a kb. 15 km széles verduni frontra csoportosítsák át azokat.

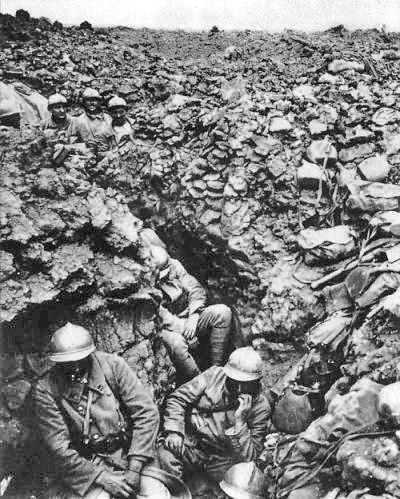
A francia 87. ezred katonái a Verdun körüli lövészárokban.

A csatát közvetlenül irányító Vilmos herceg viszont csak a város és a körülötte kialakított erődrendszer elfoglalásával törődött, nem a franciák várható veszteségeivel, ezért ezek ostromára koncentrálta erőit, a német 5. hadsereg egységeit. A legfőbb erődítmények a Fort Douaumont, Fort Vaux és a város körül kialakított állások voltak. A németek összpontosított tüzérségi tűzzel, lángszórókkal, vegyi támadással és a francia vonalakon átszivárgó alegységekkel próbálták megtörni a védőket, de nem voltak képesek tartósan megtartani az elfoglalt állásokat. A csata 1916. decemberére több mint negyedmillió halottat és körülbelül félmillió sebesültet eredményezett. A franciák szemében szimbolikus jelentőséggel bíró, a porosz–francia háború során végsőkig kitartó város a világháború előtt jelentősen megerősítették, bár stratégiai szempontból a Verdun mögötti erdőket feltehetően kisebb veszteségekkel meg tudták volna védeni.
Az első világháború utolsó éveiben megjelenő harckocsik és a gyalogság újfajta harcmodora, amellyel a németek kísérleteztek, hamarosan a támadók felé billentette a mérleg nyelvét. A német hadvezetés támogatta a harckocsik tömeges alkalmazásának elméletét és a Blitzkrieg sikere, valamint 1940-ben a Franciaország elleni támadás során a Maginot-vonal megkerülése is igazolta, hogy a megerősített helyek elvesztették korábbi fontosságukat és a hadjáratok sikeréhez nem szükséges elfoglalásuk. A második világháborúban és utána is sor került erődítmények, megerősített városok vagy állások ostromára, de a korábbitól teljesen eltérő módszerekkel és eljárásokkal.
A második világháborús csatatereken bebizonyosodott, hogy az összfegyvernemi hadviselés korában csak minimális szerep jut az erődítményeknek és újfajta fegyvernemek (mint például ejtőernyős csapatok) bevetésével azok könnyedén elfoglalhatók.

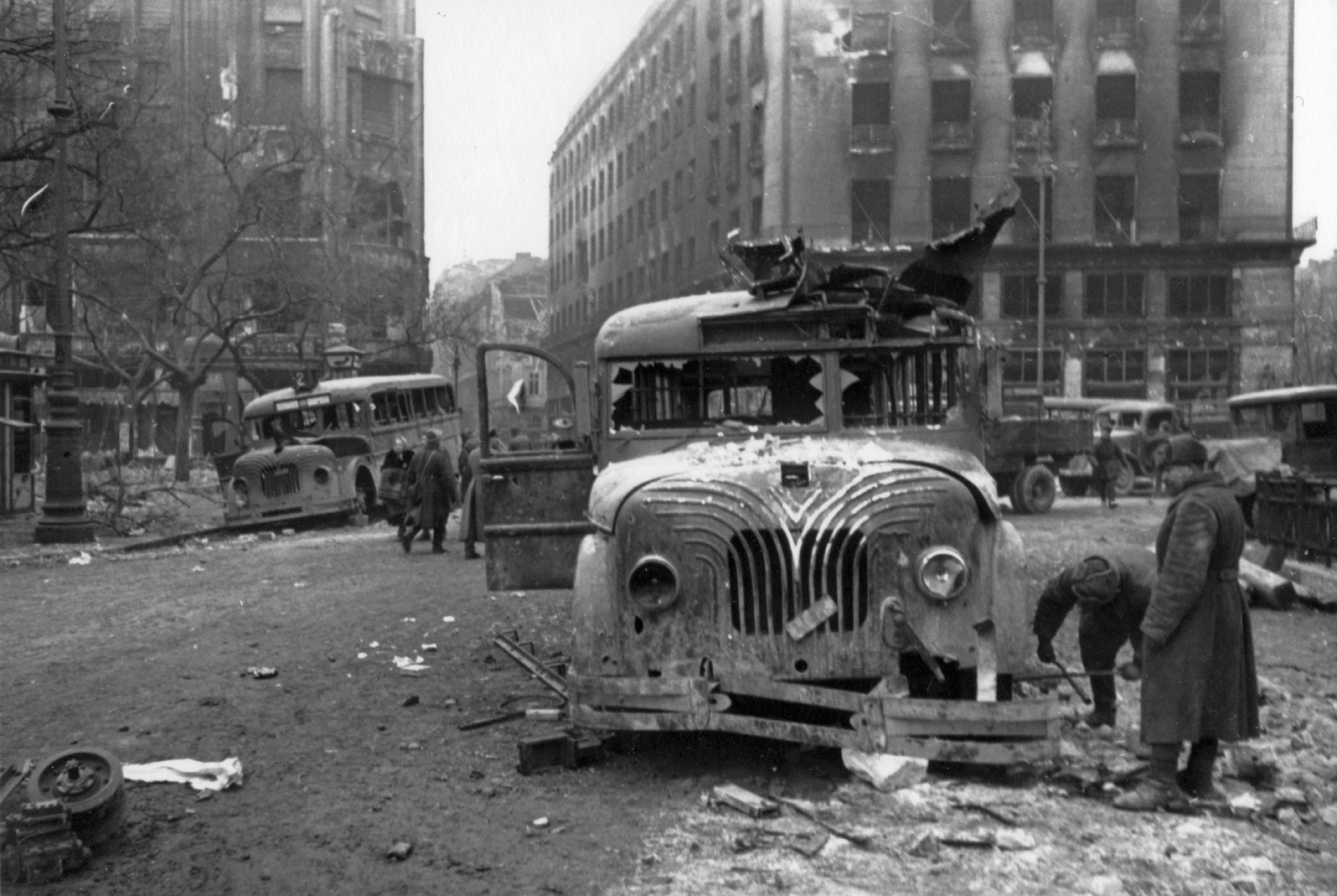
Az ostromlott Budapest

A háború legfontosabb, szimbolikus jellegű ostromára Leningrádnál került sor. Az ostrom 29 hónapon át tartott, és a sztálingrádi csata mellett az egyik legvéresebb összecsapás volt. Más hadszíntereken is sor került néhány ostromra, de az első világháborús, illetve a keleti fronti összecsapásoktól eltérően lényegesen kisebb léptékben: Budapest, Málta, Tobruk és Monte Cassino ostroma az európai hadszíntéren, Szingapúr ostroma a Távol-Keleten, Myitkyina ostroma a burmai hadjárat során.
A burmai hadjárat során sikeresen alkalmazott légihíd, amely utánpótlást juttatott el az ostromlott csapatoknak, jelentősen hozzájárult a védők sikeréhez és később az itt szerzett tapasztalatokat a szövetségesek ismét hasznosították a berlini légihíd során. A németek is megpróbálkoztak a szovjetek által Sztálingrádnál bekerített 6. hadsereg utánpótlását megoldani, de különösen a téli időjárás miatt nem jártak sikerrel. Leningrád esetében különleges módon, egy időben a befagyott Ladoga-tó jegén keresztül látták el utánpótlással a várost védő csapatokat.
A vietnámi háború során a Điện Biên Phủ-i csata (1954) és Khe Sanh ostroma alatt sikerült a támadó vietnámi csapatoknak teljesen körbezárni a velük szemben álló francia gyarmati katonák, illetve amerikai tengerészgyalogosok állásait és a helyzet a hagyományos ostromokra hasonlított. Điện Biên Phủ-nál a franciák képtelenek voltak kihasználni légierejüket, hogy megtörjék az ostromzárat és csapataikat ellássák. Alig 14 évvel később a Khe Sanh-i támaszpontot védő amerikai tengerészgyalogosoknak már megfelelő utánpótlást lehetett juttatni, akik 77 napi ostrom során sikeresen védték meg a támaszpontot. Az amerikai katonák helytállását nem csökkenti, hogy az Észak-vietnámi Néphadsereg (ÉNH) csak stratégiai elterelő hadműveletként támadta meg a bázist, hogy ezzel is elősegítsék az egyidőben indított Tết-offenzíva sikerét.

### Ostromok a közelmúltban

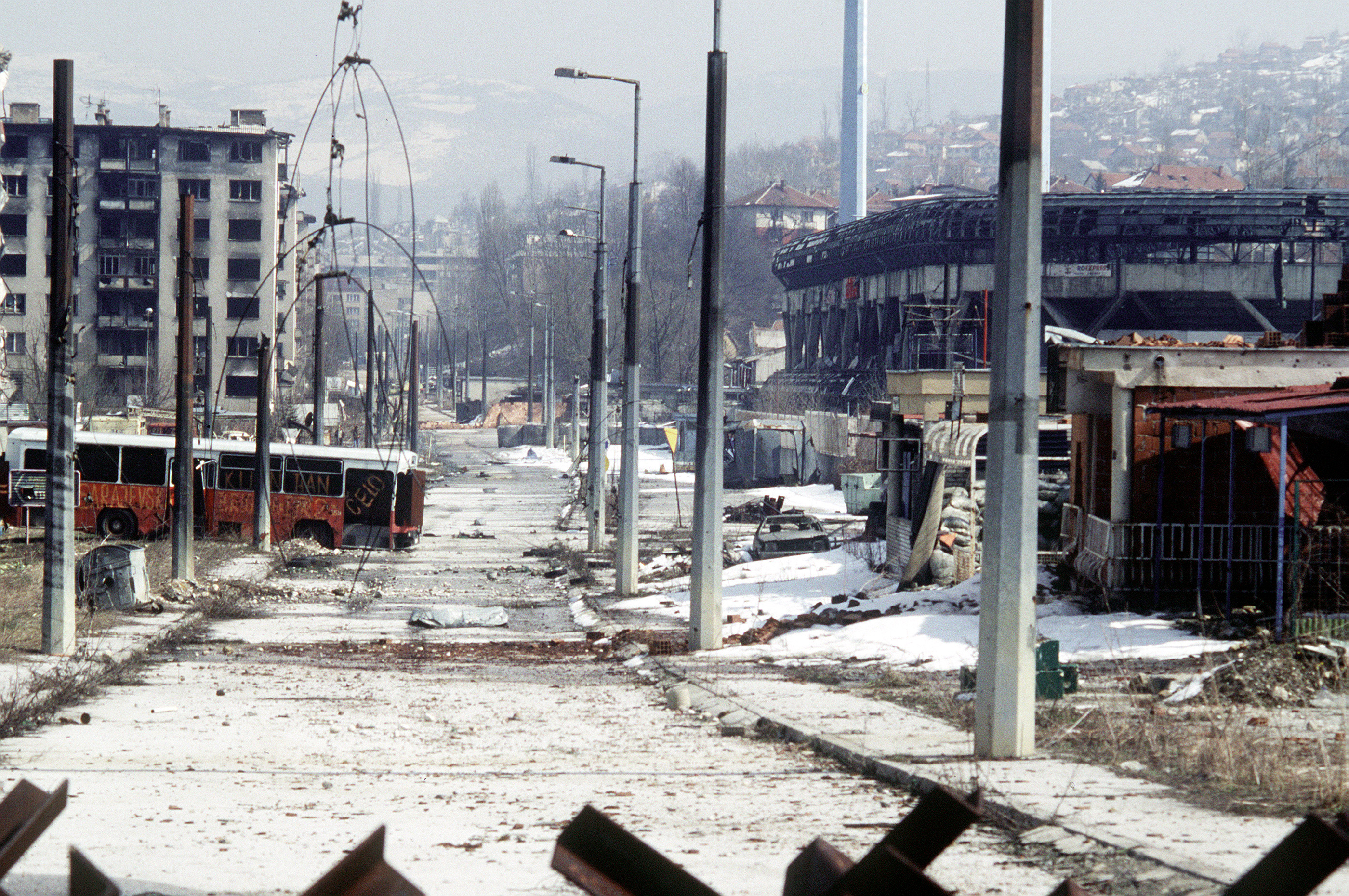
Szarajevó kihalt utcái 1996-ban. Az előtérben a védők által felállított harckocsiakadályok láthatók.

- 1980-tól 1991. április 11-éig az afganisztáni háború, illetve a rákövetkező afgán polgárháború során került sor Khoszt város ostromára, amely összesen 11 évig tartott és a leghosszabb városostrom a modern történelemben.
- 1992. április 5-étől 1996. február 29-éig tartott Szarajevó ostroma, a várost védő bosnyák erők ellen a Jugoszláv Néphadsereg alakulatai és a szerb félkatonai csapatok indítottak támadást.
- Szintén a boszniai háború alatt került sor Mostar, Srebrenica és Vukovár ostromára is.
- 2004-ben az Egyesült Államok hadserege megostromolta az iraki Fallúdzsa városát, amely az iraki felkelők egyik fellegvára volt.
- Szangin ostroma 2006 júniusa és 2007 áprilisa között zajlott, amikor a Talibán erői megpróbálták elfoglalni az afganisztáni Helmand tartomány központját. A várost a Nemzetközi Biztonsági Közreműködő Erő (angolul: International Security Assistance Force, ISAF) angol katonái védték.

## Nem katonai ostromok
A modern államok katonai és rendfenntartó erőinek rendelkezésére álló tűzerő ellenére napjainkban is rendszeresen sor került ostrom-jellegű műveletekre. Ennek több oka is van, elsősorban az emberi élet megóvására tett rendőri intézkedések, amelyek egyszerre védik a rendőröket, a túszokat és a túszejtőket, valamint a bámészkodókat. A rendőrség elsősorban tárgyalás segítségével igyekszik megoldani az ostromhelyzetet, de szükség esetén különleges alakulatokat is bevetnek a túszok kiszabadítására.
Az ilyen jellegű rendfenntartási műveleteket bonyolíthatja az ún. Stockholm-szindróma, a túszok – és a kiszolgáltatott helyzetben lévő emberek általában – szimpátiát kezdenek érezni kínzóik, rabtartóik iránt. Általában ez csak egy túlélési stratégia, de előfordult, hogy a rendőrségi támadás során a túszok a túszejtőket védelmezték.
Az egyik leghosszabban tartó rendőrségi ostromra 1993-ban az Egyesült Államokban, a Texas állambeli Waco (Texas) városban került sor. A rendőrség 51 napig tartotta körbezárva a Dávid törzse szekta központját. Általában viszont a rendőrségi ostromok órák vagy napok alatt megoldódnak.
Nagy-Britanniában bevett gyakorlat, hogy amennyiben a túszejtőket a brit kormány terroristának nyilvánítja, akkor a fegyveres rohamot nem a rendőrség, hanem a brit hadsereg különleges alakulata, a SAS katonái hajtják végre. 1975-ben ennek hatására a Balcombe Streeti túszejtők megadták magukat, de 1980-ban az iráni nagykövetség elleni rohamban egy kivételével minden túszejtőt megöltek.

## Fordítás
- Ez a szócikk részben vagy egészben  a   Siege című angol Wikipédia-szócikk ezen változatának fordításán alapul.  Az eredeti cikk szerkesztőit annak laptörténete sorolja fel. Ez a jelzés csupán a megfogalmazás eredetét és a szerzői jogokat jelzi, nem szolgál a cikkben szereplő információk forrásmegjelöléseként.